# Jaskinia w Żarze
Jaskinia w Żarze – jaskinia w Dolinie Kościeliskiej w Tatrach Zachodnich. Ma dwa otwory wejściowe znajdujące się w zboczu Żaru, w pobliżu Jaskini Przeziorowej i Dziury za Modrzewiami, na wysokości 1240 m n.p.m. Jaskinia jest pozioma, a jej długość wynosi 11,5 metrów.

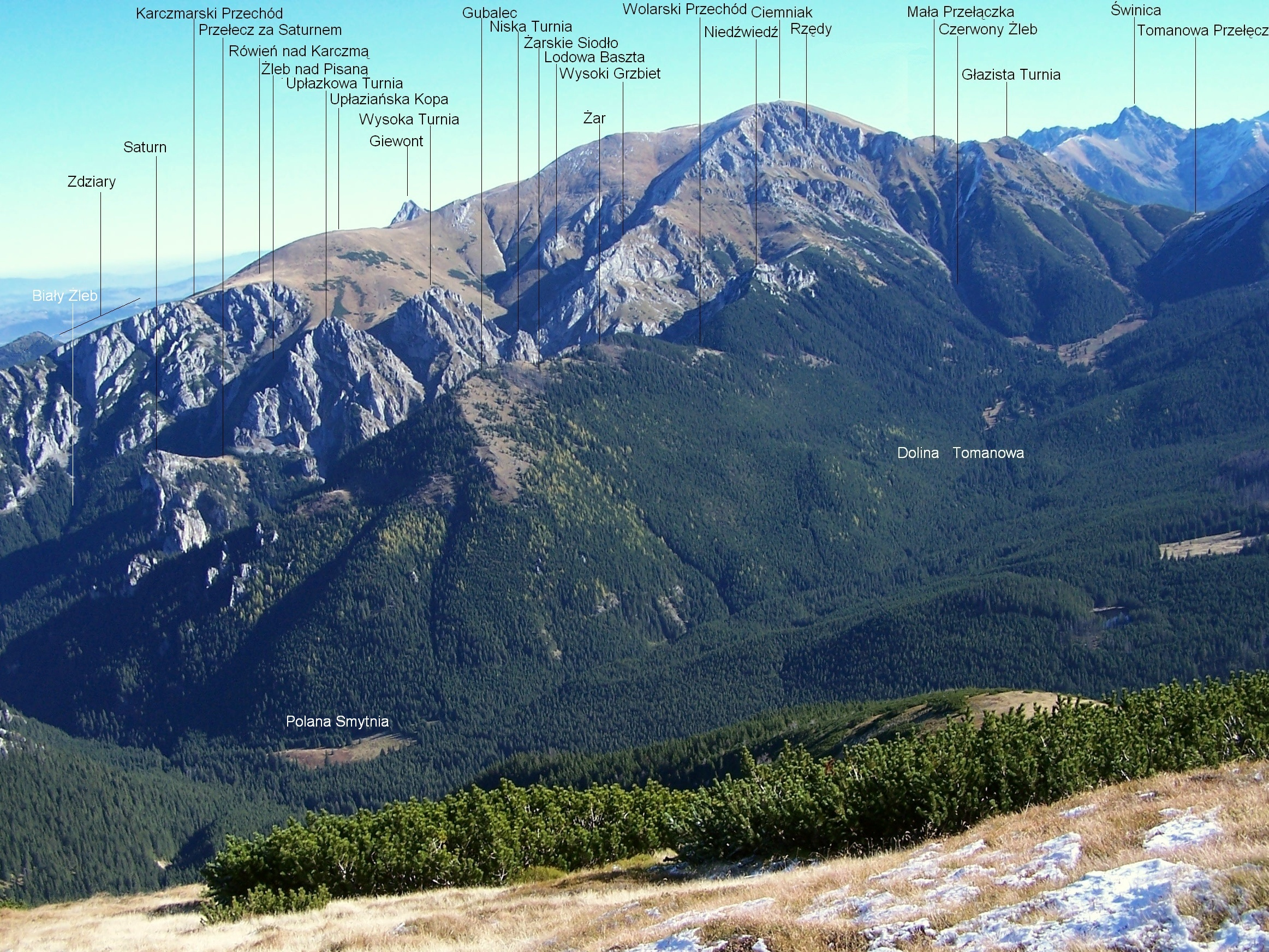
Widok z Ornaku

## Opis jaskini
Z niewielkiego otworu głównego odchodzą dwa ciągi. Jeden to 6-metrowy korytarz zakończony niedostępną szczeliną, drugi to 3-metrowy korytarzyk prowadzący do drugiego otworu.

## Przyroda
W jaskini występują nacieki grzybkowe. Ściany są wilgotne, rosną na nich mchy i porosty.

## Historia odkryć
Jaskinia była znana od dawna. Na mapie z lat trzydziestych XX wieku umieścili ją jako jaskinię bez nazwy Stefan Zwoliński i Tadeusz Zwoliński. Jej plan i opis sporządziła w 1993 roku I. Luty przy pomocy M. Kropiwnickiej.